# 中河健
中河 健（なかがわ けん）は、日本のソングライター、編曲家。フリーで活動している。以前はガストに所属していた。

## 作品

### ゲーム
- ヴィオラートのアトリエ 〜グラムナートの錬金術士2〜（2003年） - 阿知波大輔、土屋暁と共作
- イリスのアトリエ エターナルマナ（2004年） - 阿知波大輔、土屋暁と共作
- イリスのアトリエ エターナルマナ2（2005年） - 阿知波大輔と共作
- アルトネリコ 世界の終わりで詩い続ける少女（2006年） - 阿知波大輔と共作
- イリスのアトリエ グランファンタズム（2006年） - 阿知波大輔と共作
- マナケミア 〜学園の錬金術士たち〜（2007年） - 阿知波大輔と共作
- アルトネリコ2 世界に響く少女たちの創造詩（2007年） - 阿知波大輔と共作
- マナケミア2 〜おちた学園と錬金術士たち〜（2008年） - 阿知波大輔と共作
- ロロナのアトリエ 〜アーランドの錬金術士〜（2009年）
- アルトネリコ3 世界終焉の引鉄は少女の詩が弾く（2010年） - 柳川和樹、HIR、志方あきこと共作
- トトリのアトリエ 〜アーランドの錬金術士2〜（2010年） - 柳川和樹と共作
- ネルケと伝説の錬金術士たち 〜新たな大地のアトリエ〜（2019年） - 柳川和樹、阿知波大輔、矢野達也と共作
- ルルアのアトリエ 〜アーランドの錬金術士4〜（2019年） - 柳川和樹、阿知波大輔と共作

### 楽曲提供

#### アーティスト・声優
- 石橋優子
  - 小さな魔法（作曲・編曲）
- 霜月はるか
  - とある忘れられた丘にある灯台守の手紙（編曲）
- 癒月
  - 歌声にのせて（作曲・編曲）

#### ゲーム
- 華ヤカ哉、我ガ一族 黄昏ポウラスタ
  - ナヴィガートリア 〜北極星〜（作曲・編曲）

### CD
- アトリエシリーズ＆マナケミア　ボーカルコレクション フォルクスリート２（2007年）
- LAYLANIA Another Storys（2013年）
- をかし（2015年）
- caTra（2016年）
- あやし（2018年）
- otonoAkari オトノアカリ ～Surge Concerto musicbox arrange tracks.～（2019年）
- バンバーズ2（2020年）
- Letztes Sommerensemble： 最後の夏のアンサンブル ～Atelier Ryza3 Special Arrange CD～（2023年）

### 配信
- Smash（2022年）
- Chill Waves From The Orient（2023年）
- Oblivion Stairs（2025年）